# 興津 (砲艦)
興津（おきつ） 
は、日本海軍の砲艦。
本艦の前身はイタリア海軍のアツィオ級敷設艦「レパント (Lepanto)」で、
本艦はこれを接収したものである。
艦名は都市景勝名で、現在の静岡県静岡市清水区に景勝地「興津」がある。

## 艦歴

### レパント

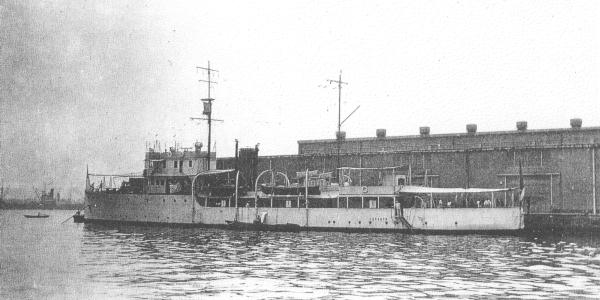
イタリア海軍敷設艦「レパント」 （1938年）

「レパント」はアンコナのコンティエリ海軍工廠で建造され、1927年5月22日に進水している。1933年（資料によっては34年や35年とも）に上海に到着後は砲艦として使用された。
イタリアの降伏に伴い、1943年(昭和18年)9月9日に上海で自沈した。

### 興津
1943年11月8日に日本海軍が浮揚し、1944年(昭和19年)3月1日に日本海軍の軍艦籍に編入されて「興津」と命名された。砲艦に類別。佐世保鎮守府籍で支那方面艦隊上海根拠地隊に所属。
江南造船所で艤装改装や修理工事が行われた。
改装工事では、艦上の構造物は一度撤去されて新たに作られたものに置き換えられた。
艦橋が縮小されその前方に25mm機銃台を設置、前檣を三脚檣になる、など改造された。
5月4日、工事完了後の速力公試の際に「興津」と曳船「鷹丸」との衝突事故が発生した。「鷹丸」が「興津」の写真撮影を行っていた際に「興津」に接近しすぎたことで衝突されて沈没し、「鷹丸」の乗組員は「興津」のカッターによって7名が救助されたが船長以下3名が行方不明となった。「興津」の損傷は軽微であった。
5月14日上海を出港し単独訓練、21日上海着。
5月25日上海を出港し哨戒任務、30日上海着。
6月5日上海出港し船団護衛任務、9日基隆着、12日基隆発、14日上海に帰着した。
6月15日より江南造船所で改造修理を行った。
6月24日上海を出港し船団護衛、29日高雄着、7月3日高雄発、8日上海に帰着した。
以降「興津」は上海・台湾間で船団護衛に従事した。10月2日、佐世保入港。佐世保海軍工廠で九三式水中探信儀が装備された。また、艦長が盲腸炎で入院となり、代理が置かれることとなった。10月1日、軍艦から除かれ艦艇の砲艦に類別が変更された。
10月9日佐世保を出港し船団護衛、13日上海着、
その後は中国沿岸で船団護衛に従事した。12月18日に修理のため江南造船所で入渠。翌日爆撃を受け「興津」には被害はなかったというが、船渠に被害があり、「興津」は楊樹浦工場に移動。そこで、電波探知機が装備された。

### 1945年
1945年(昭和20年)2月に肱岡虎次郎少佐が艦長となったが、肱岡の鹿児島弁には通訳が必要であったという。
「興津」は引揚者を乗せたモ七〇五船団を上海から護衛して4月27日に佐世保到着。
佐世保海軍工廠第三船渠に入渠し、
二二号電探と一三号電探が装備された。
5月3日出渠、11日出港し震洋隊員を輸送、15日青島着、17日青島発、18日上海着。
5月21日上海を出港し船団護衛、22日青島着、27日青島発、29日上海に到着した。
5月31日揚樹浦船渠岸壁に横付け、修理を行った。
6月5日上海を出港して以後船団護衛を行った。
7月17日、「興津」は上海での対空戦闘でB-25を1機とP-51を3機撃墜したという。
「興津」は上海で終戦を迎えた。

### 戦後

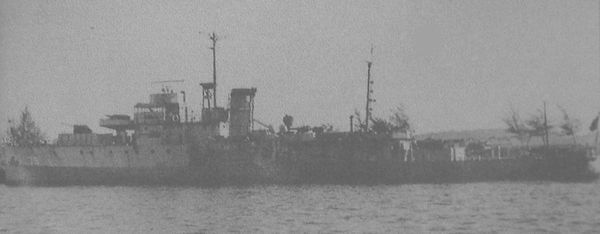
中華民国巡邏艦「咸寧」 （1956年頃）

その後に中華民国に接収され国府海軍の「咸寧」(Hsienning)となった。
1945年9月30日「興津」は(日本海軍砲艦籍から)除籍、
当時の混乱から除籍が遅れ、約半月間は日本艦籍にありながら国府管理下にあるという矛盾が生じた。
「咸寧」は1950年6月に米軍式装備とし、3インチ砲3門、40mm機関砲2門、20mm機関砲4門となった。1956年除籍。

## 艦長
（注）1944年10月1日以降は「砲艦長」。
- 濱崎長太郎 少佐：1944年3月25日[22] - 1945年2月5日[23]
  - （臨時）杉山忠嘉 少佐：1944年10月3日[24] - 1944年11月1日[25]
- 肱岡虎次郎 少佐：1945年2月5日[23] -